# Raphi Kanchanaraphi
Raphi Kanchanaraphi (Thai: ระพี กาญจนระพี; * 6. November 1936 in Bangkok; † 19. Februar 2010 ebenda) war ein thailändischer Badmintonspieler, der später für Kanada startete.

## Sportliche Karriere
In seiner Heimat siegte er erstmals 1956 im Mixed mit Bunrat Kanchanaraphi. 1959 gewann er bei den offen ausgetragenen thailändischen Meisterschaften das Herrendoppel mit Narong Bhornchima und das Mixed mit Heather Ward. 1962 war er erneut im Doppel erfolgreich, diesmal mit Chavalert Chumkum an seiner Seite. 1966 siegte er noch einmal mit Narong Bhornchima, nachdem er im Jahr zuvor die Mixedwertung mit Sumol Chanklum gewonnen hatte.
Im Thomas Cup 1961 verlor er mit dem thailändischen Team das Finale gegen Indonesien und wurde somit Mannschaftsvizeweltmeister. Bei den Südostasienspielen 1961 holte er Gold im Mixed mit Pankae Phongarn und Silber im Doppel mit Narong Bhornchima.
In Kanada gewann er 1973 das Mixed und in den drei Folgejahren die Doppelwertung mit Channarong Ratanaseangsuang sowie 1979 noch einmal das Doppel Dominic Soong.
Raphi Kanchanaraphi starb während der Thomas-Cup-Trials am 19. Februar 2010 in Bangkok.